# Trolleybus Freiburg–Farvagny
| Wagen 1 vor dem alten Bahnhof Freiburg |            |                                                 |                                                 |
| Streckenlänge: | 12,5 km    |                                                 |                                                 |
| Stromsystem: | 550 Volt = |                                                 |                                                 |
| |            |                                                 |                                                 |
| \| \| \| Güterbahnhof \| \| \| \| 0,0 \| Freiburg 627 m ü. M. \| Freiburg 627 m ü. M. \| \| \| \| Bahnstrecke Lausanne–Bern \| \| \| \| \| Linie 2 des Trolleybus Freiburg \| \| \| \| \| \| \| \| \| \| Pérolles (Bedarfshalt) \| \| \| \| 1,8 \| Daillettes 667 m ü. M. \| Daillettes 667 m ü. M. \| \| \| \| Passage à niveau CFF (Bedarfshalt) \| \| \| \| \| Bahnstrecke Lausanne–Bern \| \| \| \| \| Depot \| \| \| \| 3,0 \| La Glâne 616 m ü. M. \| La Glâne 616 m ü. M. \| \| \| \| nicht realisierter Abzweig nach Sainte-Apolline \| \| \| \| \| Glâne \| \| \| \| \| Froideville Moulin-Neuf (Bedarfshalt) \| \| \| \| 4,9 \| Hauterive 639 m ü. M. \| Hauterive 639 m ü. M. \| \| \| 7,4 \| Posieux 681 m ü. M. \| Posieux 681 m ü. M. \| \| \| 9,8 \| Magnedens (Es Bous) 694 m ü. M. \| Magnedens (Es Bous) 694 m ü. M. \| \| \| 11,5 \| Farvagny-le-Petit 695 m ü. M. \| Farvagny-le-Petit 695 m ü. M. \| \| \| 12,5 \| Farvagny-le-Grand 700 m ü. M. \| Farvagny-le-Grand 700 m ü. M. \| |            |                                                 |                                                 |
| U-Bahn-Betriebs-/Güterbahnhof Streckenanfang (Strecke außer Betrieb) |            | Güterbahnhof                                    | Güterbahnhof                                    |
| U-Bahn-Bahnhof (Strecke außer Betrieb) | 0,0        | Freiburg 627 m ü. M.                            | Freiburg 627 m ü. M.                            |
| U-Bahn-Kreuzung mit Eisenbahn geradeaus unten (Strecke geradeaus außer Betrieb) |            | Bahnstrecke Lausanne–Bern                       | Bahnstrecke Lausanne–Bern                       |
| U-Bahn-Abzweig ehemals geradeaus und von rechts |            | Linie 2 des Trolleybus Freiburg                 | Linie 2 des Trolleybus Freiburg                 |
| U-Bahn-Abzweig ehemals geradeaus und nach rechts |            |                                                 |                                                 |
| U-Bahn-Haltepunkt / Haltestelle (Strecke außer Betrieb) |            | Pérolles (Bedarfshalt)                          | Pérolles (Bedarfshalt)                          |
| U-Bahn-Haltepunkt / Haltestelle (Strecke außer Betrieb) | 1,8        | Daillettes 667 m ü. M.                          | Daillettes 667 m ü. M.                          |
| U-Bahn-Haltepunkt / Haltestelle (Strecke außer Betrieb) |            | Passage à niveau CFF (Bedarfshalt)              | Passage à niveau CFF (Bedarfshalt)              |
| U-Bahn-Kreuzung mit Eisenbahn (Strecke geradeaus außer Betrieb) |            | Bahnstrecke Lausanne–Bern                       | Bahnstrecke Lausanne–Bern                       |
| U-Bahn-Dienststation / Betriebs- oder Güterbahnhof (Strecke außer Betrieb) |            | Depot                                           | Depot                                           |
| U-Bahn-Haltepunkt / Haltestelle (Strecke außer Betrieb) | 3,0        | La Glâne 616 m ü. M.                            | La Glâne 616 m ü. M.                            |
| U-Bahn-Abzweig geradeaus und nach rechts (Strecke außer Betrieb) |            | nicht realisierter Abzweig nach Sainte-Apolline | nicht realisierter Abzweig nach Sainte-Apolline |
| U-Bahn-Brücke über Wasserlauf (Strecke außer Betrieb) |            | Glâne                                           | Glâne                                           |
| U-Bahn-Haltepunkt / Haltestelle (Strecke außer Betrieb) |            | Froideville Moulin-Neuf (Bedarfshalt)           | Froideville Moulin-Neuf (Bedarfshalt)           |
| U-Bahn-Haltepunkt / Haltestelle (Strecke außer Betrieb) | 4,9        | Hauterive 639 m ü. M.                           | Hauterive 639 m ü. M.                           |
| U-Bahn-Haltepunkt / Haltestelle (Strecke außer Betrieb) | 7,4        | Posieux 681 m ü. M.                             | Posieux 681 m ü. M.                             |
| U-Bahn-Haltepunkt / Haltestelle (Strecke außer Betrieb) | 9,8        | Magnedens (Es Bous) 694 m ü. M.                 | Magnedens (Es Bous) 694 m ü. M.                 |
| U-Bahn-Haltepunkt / Haltestelle (Strecke außer Betrieb) | 11,5       | Farvagny-le-Petit 695 m ü. M.                   | Farvagny-le-Petit 695 m ü. M.                   |
| U-Bahn-Kopfbahnhof Streckenende (Strecke außer Betrieb) | 12,5       | Farvagny-le-Grand 700 m ü. M.                   | Farvagny-le-Grand 700 m ü. M.                   |

Der Trolleybus Freiburg–Farvagny war eine Trolleybus-Überlandstrecke im Schweizer Kanton Freiburg, im deutschen Sprachraum damals noch Gleislose Bahn genannt. Die 12,5 Kilometer lange Strecke wurde von der Compagnie des omnibus électriques Fribourg–Farvagny betrieben und verband den alten Bahnhof von Freiburg im Üechtland mit Farvagny-le-Grand. Es handelte sich um den ersten Trolleybusbetrieb der Schweiz.

## Geschichte

### Vorgeschichte
Anfang des 20. Jahrhunderts wurde das Initiativkomitee Freiburg–Daillettes gegründet, das den Bau einer meterspurigen Tramstrecke von Freiburg nach Les Daillettes, einem Quartier von Villars-sur-Glâne, zum Ziel hatte. Diese sollte nach Möglichkeit bis Bulle verlängert werden.
Zwischenzeitlich erfuhr man jedoch von der neuen Errungenschaft einer Gleislosen Bahn und schickte 1908 eine Delegation zur Besichtigung nach Österreich. Dort wurde mit der Elektrischen Oberleitungs-Automobillinie Gmünd im Juli 1907 die erste Anlage nach dem System Mercedes-Electrique-Stoll eröffnet. In der Schweiz fanden bis dato hingegen nur die Vorführfahrten mit einem Elektromobil bei Chillon am 17. Dezember 1900 statt.
So entschloss man sich 1909, zu Gunsten eines Trolleybusses auf die Tram-Konzession zu verzichten. Berechnungen hatten ergeben, dass nur mit einem Drittel der Baukosten gegenüber einer Tramstrecke zu rechnen sei. Die Strecke sollte von Freiburg über Daillettes nach Farvagny führen, wobei vor der Glâne-Brücke ein knapp ein Kilometer langer Abzweig in den ebenfalls zu Villars-sur-Glâne gehörenden Weiler Sainte-Apolline geplant war. Auf diese Weise sollte eine Nudelfabrik für den Güterverkehr erschlossen werden.

### Eröffnung
Am 31. August 1910 erhielt das Komitee eine bis zum 1. September 1915 gültige Konzession, welche schliesslich 1912 bis zum 1. Februar 1932 verlängert wurde. Als erster Abschnitt ging die 7,4 Kilometer lange Strecke zwischen dem alten Freiburger Bahnhof und Posieux in Betrieb. Zuzüglich der Freiburger Verbindungsstrecke zwischen Personenbahnhof und Güterbahnhof mass die Strecke 7,73 Kilometer. Am 15. Dezember 1911 begannen die Probefahrten, am 30. Dezember fand die Eröffnungsfeier statt, bevor am 4. Januar 1912 der reguläre Betrieb begann. Das fünfständige Depot ⊙ befand sich in La Glâne, circa 200 Meter vor der gleichnamigen Station. Diese wiederum lag beim nördlichen Widerlager der Brücke über die Glâne, dort stand auch die Umformerstation. Die Endstation war vor dem Gasthof Croix-Blanche (dt. Weisses Kreuz) in Posieux. Der Fahrpreis für die dreissigminütige Fahrt betrug 60 Rappen.
Am 1. Oktober 1913 folgte das 2,4 Kilometer lange Teilstück Posieux–Magnedens (Es Bous). Dieses wurde jedoch zwischen August 1914 und August 1915 wieder vorübergehend stillgelegt, weil zuerst die Strasse den neuen Lasten angepasst werden musste. Als letzter Streckenabschnitt wurde am 1. November 1916 der 2,7 Kilometer lange Abschnitt Magnedens (Es Bous)–Farvagny-le-Grand eröffnet. Am Endpunkt stand fortan ein zusätzliches zweiständiges Depot ⊙ und ein weiteres Unterwerk zur Verfügung. Damit war die maximale Ausdehnung erreicht, der geplante Streckenast nach Sainte-Apolline wurde hingegen nie gebaut.

### Niedergang
Infolge der wirtschaftlichen Schwierigkeiten nach dem Ersten Weltkrieg wurde die Verlängerung nach Bulle nicht mehr weiter verfolgt. Zudem hatten die Fahrzeuge Mängel, welche vor allem auf die noch nicht weit fortgeschrittene Fahrzeugtechnik und den schlechten Strassenzustand zurückzuführen waren. Der Fahrplan 1925 enthielt fünf Kurspaare über die gesamte Strecke sowie ein Zusatzkurspaar Freiburg–La Glâne. Nach der Elektrifizierung der Bahnstrecke Lausanne–Bern der Schweizerischen Bundesbahnen, der Abschnitt Romont–Bern ging am 15. Mai 1927 in Betrieb, musste die Fahrleitung beim Bahnübergang in La Glâne abgebaut werden. Fortan musste das Kontaktwägelchen bei jeder Fahrt mühsam umgesetzt werden; diese Aufgabe übernahm ein Angestellter des nahen Depots. Erst 1949 wurde dieser Niveauübergang durch eine etwas weiter östlich gelegene Überführung ersetzt, womit wieder eine hindernisfreie Fahrt möglich gewesen wäre.

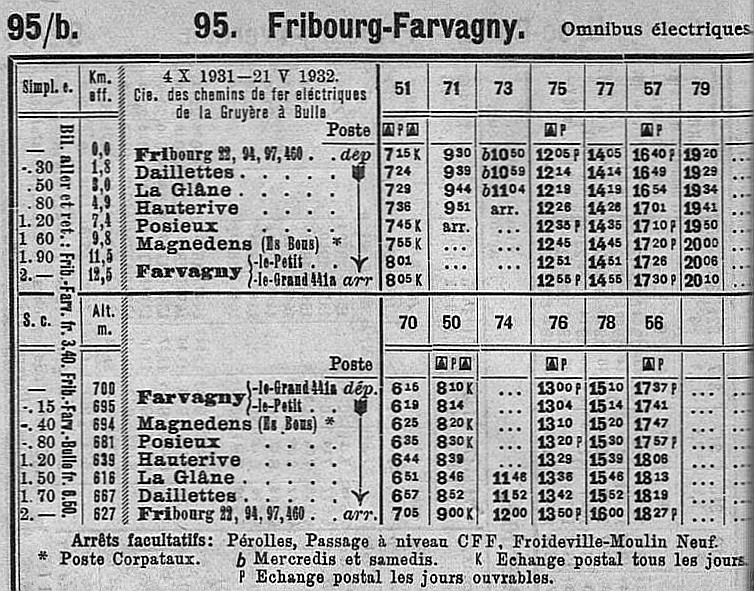
Der zuletzt gültige Fahrplan, eine Fahrt über die Gesamtstrecke kostete damals zwei Schweizer Franken. Gesondert hingewiesen wurde auf die Postbeförderung bei einzelnen Kursen.

Am 1. April 1929 wurde die Betriebsführung an die Chemins de fer électriques de la Gruyère (CEG) abgetreten. Die CEG beschloss, die Konzession noch bis zum Ende ihrer Laufzeit am 31. Januar 1932 zu nutzen, sie aber nicht zu verlängern. Die Gründe dafür lagen einerseits im Wunsch, die Linie über Farvagny hinaus zu verlängern und andererseits im langsamen und umständlichen Betrieb beim Kreuzen und am Niveauübergang. Am 21. Mai 1932 befuhr zum letzten Mal ein Trolleybus die Strecke fahrplanmässig, während der Betriebszeit wurden zusammen 1,5 Millionen Personen elektrisch befördert.
Ab dem Folgetag setzte die CEG nur noch Dieselbusse ein, diese verkehrten durchgehend bis Bulle. Die reguläre Reisezeit von 50 Minuten mit dem Trolleybus reduzierte sich nach der Umstellung auf nur noch 30 Minuten. Heute wird die Relation von der Regionalbuslinie 336 bedient. Im Stadtbereich von Freiburg betreiben die Freiburgischen Verkehrsbetriebe seit 1949 ausserdem ein modernes Trolleybusnetz mit drei Linien. Westlich des Bahnhofs bedient die Linie 2 dabei auch einen kurzen Abschnitt der ehemaligen Strecke nach Farvagny. Erhalten blieben ferner die beiden Garagen in La Glâne und Farvagny sowie die Umformerstation in La Glâne, die Gebäude dienen heute jedoch anderen Zwecken.

## Infrastruktur
Die Oberleitung von Freiburg nach Farvagny war auf der ganzen Strecke nur einspurig ausgeführt. Sie bestand aus zwei sich im Abstand von 30 Zentimetern befindlichen Kupferdrähten mit einem Querschnitt von 65 Quadratmillimetern. Diese befanden sich in einer Höhe von 5,8 Metern über der Fahrbahn. Die Spannung betrug 550 Volt Gleichstrom. Auf den Drähten lief das beim System Mercédès-Électrique-Stoll übliche Kontaktwägelchen, es war durch ein Kabel mit dem Fahrzeug verbunden. Die Fahrzeuge konnten somit auch ohne die Anlage von Wendeschleifen in beide Richtungen verkehren. Bei einer Wagenbegegnung wurden die Kontaktwägelchen zwischen den Fahrzeugen getauscht, indem der Fahrer seinen Fahrzeugstecker aussteckte und das Wägelchen des entgegenkommenden Fahrzeugs zur Weiterfahrt einsteckte. Die Bauart Mercédès-Électrique-Stoll liess eine seitliche Abweichung von sechs bis acht Metern zu.

## Fahrzeuge

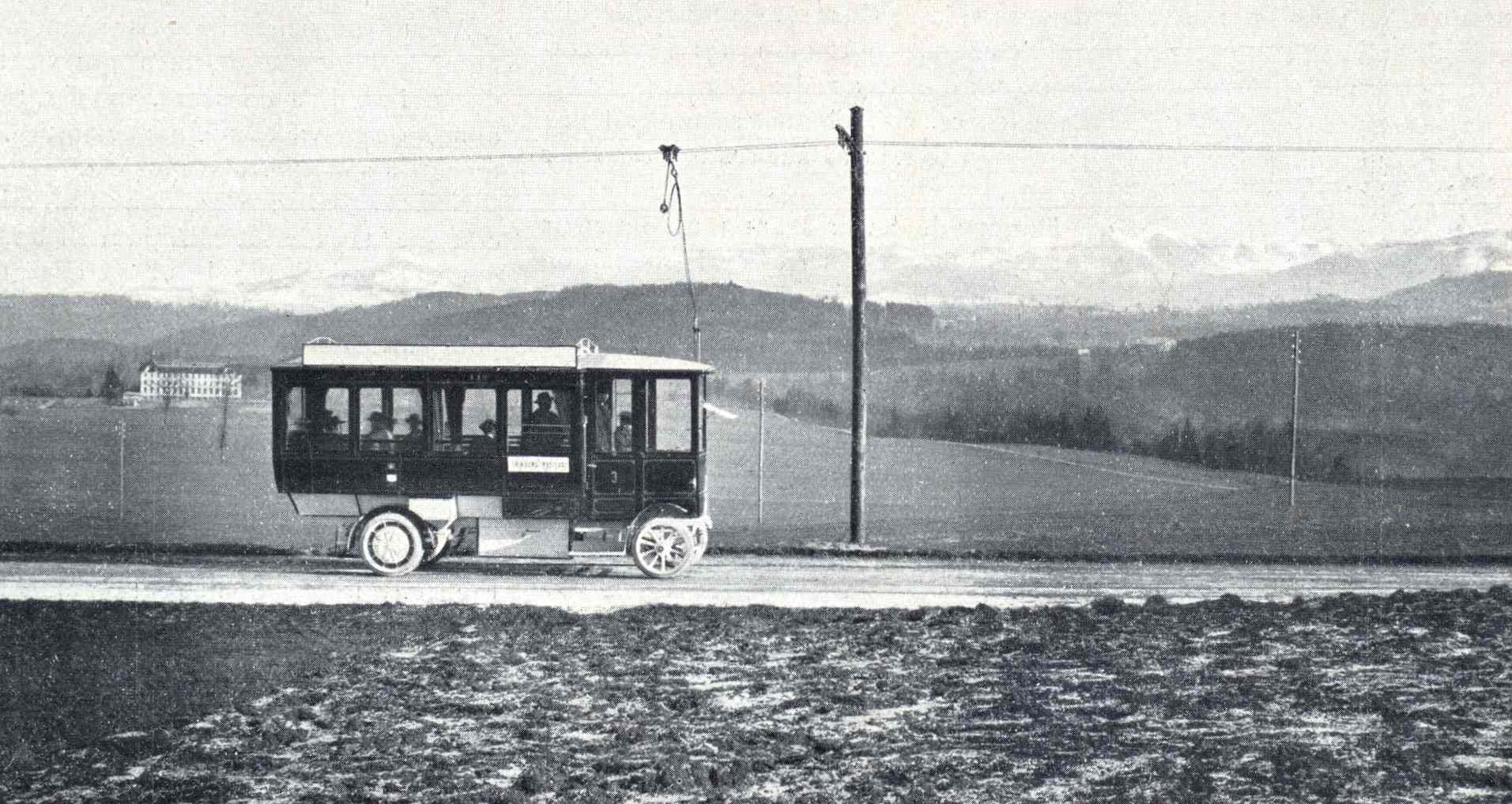
Wagen 3 zwischen Hauterive und Posieux, 1912

Es wurden drei Personenwagen mit den Betriebsnummern 1 bis 3 und ein Oberleitungslastwagen angeschafft. Ausser diesem Oberleitungslastwagen gab es in der Schweiz nur noch zwei weitere solche Fahrzeuge bei der von 1918 bis 1922 betriebenen «Gleislosen Bahn» Gümmenen–Mühleberg – einem reinen Gütertrolleybusbetrieb.
Hersteller aller vier Fahrzeuge war die Daimler-Motoren-Gesellschaft in Wiener Neustadt. Von diesem Hersteller stammten die Fahrgestelle und Aufbauten, und auch die elektrische Ausrüstung wurde hier eingebaut. Alle Fahrzeuge wurden 1911 ausgeliefert. Die Trolleybusse boten siebzehn Sitzplätze und sieben Stehplätze. Sie waren anfänglich 20 km/h schnell, 3,2 Tonnen schwer und besassen zwei Radnabenmotoren mit je 20 Pferdestärken Leistung. Die Räder bestanden aus Holz, welche bei den Vorderrädern mit einer einfachen, bei den Hinterrädern mit einer doppelten Gummibandage versehen waren. Die beiden Radnabenmotoren waren sehr anfällig, was auch auf die fehlende Federung zurückzuführen ist, auch entsprachen sie von der Abdichtung nicht den heutigen vollgekapselten Motoren. Diese Konstruktionsschwächen führten zu Störungen, denn die Strassen waren damals noch ungeteerte Naturstrassen, mit entsprechender Staubbelastung für die Motoren. Aus diesem Grund mussten die drei Fahrzeuge zwischen 1917 und 1920 umgebaut werden. Dies geschah beim Unternehmen Tribelhorn in Feldbach, das auch die neuen Motoren einbaute. Die Wagen waren nach dem Umbau 25 km/h schnell; das Gewicht erhöhte sich bei den Wagen 1 und 2 auf 3,6 Tonnen, beim Wagen 3 auf 4,47 Tonnen. Die Fahrzeuge waren in dunkelroter Farbe gehalten, im Bereich des Untergestells waren sie teilweise gelb lackiert.
Damit der Betrieb aufrechterhalten werden konnte, wurde 1917 ein Saurer-Benzin-Autobus des Typs 32 R beschafft. Der Oberleitungslastwagen wurde infolge der fehlenden Zweigstrecke selten benutzt. Die Fahrzeuge wurden nach der Einstellung an Privatpersonen verkauft und sind mit der Zeit alle verschrottet worden.